# Rhynchosia oblongifoliolata
Rhynchosia oblongifoliolata är en ärtväxtart som beskrevs av Lucien Leon Hauman. Rhynchosia oblongifoliolata ingår i släktet Rhynchosia och familjen ärtväxter. Inga underarter finns listade i Catalogue of Life.